# Madison (New Jersey)
Madison ist eine Stadt (Borough) im Morris County in New Jersey in den USA. Das U.S. Census Bureau ermittelte bei der Volkszählung 2020 eine Einwohnerzahl von 16.937.
Der Ort ist Sitz des Pharmaunternehmens Wyeth, der Fairleigh Dickinson University und der Drew University, die Schauplatz der ausgezeichneten Sopranos-Folge Reise in die Vergangenheit war.

## Persönlichkeiten
- Ellen Adair (* 1988), Schauspielerin
- Andy Breckman (* 1955), Drehbuchautor
- Lincoln Brower (1931–2018), Lepidopterologe und Ökologe
- Horace Brown (1898–1983), Leichtathlet
- Edward Burnett (1849–1925), Politiker
- Mae Busch (1891–1946), Schauspielerin
- Petar Danow (1864–1944), Religionsgründer
- Alexander Duncan (1788–1853), Politiker
- Jonathan Dwight (1858–1929), Ornithologe
- Edwin Finckel (1917–2001), Jazzpianist
- Frank Fuller (1827–1915), Geschäftsmann
- Ward Moore (1903–1978), Science-Fiction-Autor
- Michael Nausner (* 1965), Theologe
- Don Newcombe (1926–2019), Baseballspieler
- Jorge Pupo (* 1960), Schauspieler